# جایزه بزرگ هلند ۱۹۸۰
جایزه بزرگ هلند ۱۹۸۰ (انگلیسی: ‎1980 Dutch Grand Prix‎) یک مسابقهٔ موتوری در رشتهٔ اتومبیل‌رانی فرمول یک بود که در تاریخ ۳۱ اوت ۱۹۸۰ در پیست زاندفورت واقع در زاندفورت، هلند برگزار شد. این گراند پری در میان ۱۴ گراند پری در فصل ۱۹۸۰، مسابقهٔ شمارهٔ ۱۱ بود.
در این مسابقه که در ۷۲ دور و به مسافت ۳۰۶٫۱۴۴ کیلومتر (۱۹۰٫۲۲۹ مایل) برگزار شد، پول پوزیشن توسط رنه آرنوکس کسب شد و سریع‌ترین زمان برای طی یک دور پیست که برابر با ۱:۱۹٫۳۵ بود نیز توسط رنه آرنوکس به ثبت رسید.
نلسون پیکه از تیم برابام-فورد، رنه آرنوکس از تیم رنو و ژاک لافیت از تیم لیجیه-فورد به‌ترتیب مقام‌های اول تا سوم مسابقه را کسب کردند.

## رده‌بندی قهرمانی پس از مسابقه
| جایگاه | راننده        | امتیاز |
| ------ | ------------- | ------ |
| ۱      | آلن جونز      | ۴۷     |
| ۲      | نلسون پیکه    | ۴۵     |
| ۳      | کارلوس روتمان | ۳۳     |
| ۴      | ژاک لافیت     | ۳۲     |
| ۵      | رنه آرنوکس    | ۲۹     |
| منبع:  |               |        |

| جایگاه | سازنده       | امتیاز |
| ------ | ------------ | ------ |
| ۱      | ویلیامز-فورد | ۸۰     |
| ۲      | لیجیه-فورد   | ۵۵     |
| ۳      | برابام-فورد  | ۴۵     |
| ۴      | رنو          | ۳۸     |
| ۵      | اروز-فورد    | ۱۲     |
| منبع:  |              |        |

یادداشت
- تنها پنج جایگاه نخست از هر رده‌بندی نمایش داده شده است.